# Annotto Bay
Annotto Bay är en ort i Jamaica.   Den ligger i parishen Parish of Saint Mary, i den östra delen av landet, 30 km norr om huvudstaden Kingston. Annotto Bay ligger 5 meter över havet och antalet invånare är 5 504. Den ligger på ön Jamaica.
Terrängen runt Annotto Bay är huvudsakligen kuperad, men den allra närmaste omgivningen är platt. Havet är nära Annotto Bay åt nordost. Runt Annotto Bay är det ganska tätbefolkat, med 155 invånare per kvadratkilometer. Närmaste större samhälle är Port Maria, 16,9 km nordväst om Annotto Bay. 